# Деванов, Худайберген
Худайберген Деванов (узб. Xudoybergan Devonov; 1879—1938) — первый узбекский фотограф и кинооператор.

## Биография
Худайберген Деванов родился в 1879 году в семье Нурмухаммада Деванова, управляющего и смотрителя владений в Ходжейли. Он получил хорошее образование в Хиве, где овладел арабским языком. Увлекался поэзией, сам пробовал писать стихи. Деванов играл почти на всех узбекских музыкальных инструментах. Увлекался садоводством, в семейном саду им было выращено около 40 сортов роз.

## Творчество
Первым учителем Худайбергена Деванова был немец-кинолюбитель Вильгельм Пеннер, который приобщил его к фотоделу и кинооператорству.
В обстановке ортодоксального исламского общества, в котором испокон веков существовал религиозный запрет на изображение всего одушевлённого, Х. Деванов сумел стать первым фотографом, а затем и кинооператором Хивинского ханства.
В составе хорезмийской делегации отправившейся в 1908 году в Санкт-Петербург был и Худайберген Деванов. В столице Российской империи Х. Деванов изучал тонкости фотографического дела у признанных профессионалов. Его оставили на два месяца для стажировки после завершения работы хивинской дипломатической миссии. Х. Деванов привёз на родину различные фото- и кинопринадлежности, в том числе кинокамеру марки «ПАТЭ» № 593, что позволило ему самостоятельно снять первый узбекский документальный киносюжет о выезде на фаэтоне в 1910 году хивинского хана Асфандияра. Сохранились также его первые киноленты «Памятники архитектуры нашего края» (114 метров, 1913 г.), «Виды Туркестана» (100 метров, 1916 г.) и др.
1908 год стал годом рождения узбекского кино. Худайберген Деванов снимал на камеру исторические достопримечательности, минареты, мечети и многое другое. Благодаря его работе жители других стран впервые познакомились с древней самобытной культурой Хорезма.

## Гибель
Арестован 17 августа 1937 года. 5 октября 1938 года приговорён Военной коллегией Верховного суда СССР к ВМН и в тот же день расстрелян.
В 1958 году Худайберген Деванов был реабилитирован.
Он оставил после себя богатейший отснятый материал, большая часть которого была уничтожена после ареста.